# 가브리엘레 팔로피오
가브리엘레 팔로피오(Gabriele Falloppio, 1523년 ~ 1562년 10월 9일)는 이탈리아의 가톨릭 신부이자 해부학자였으며 종종 라틴어 이름 팔로피우스(Fallopius)로도 알려져 있다. 나팔관에 자신의 이름을 붙인 16세기의 가장 중요한 해부학자 이자 의사 중 한 사람이었다.

## 젊은 시절
팔로피오는 모데나에서 태어났고 파도바에서 사망했다. 가족은 귀족이었지만 매우 가난했고, 힘든 투쟁 끝에 교육을 받을 수 있었다. 재정적 어려움으로 인해 성직자가 되었고, 1542년 모데나 대성당의 참사회원이 되었다. 당시 유럽 최고의 의과대학 중 하나였던 페라라 대학교에서 의학을 공부했다. 1548년에 안토니오 무사 브라사볼라의 지도 아래 의학박사 학위를 받았다. 학위를 취득한 후 여러 의과대학에서 일했고 1548년에 페라라의 해부학 교수가 되었다. 히에로니무스 파브리시우스(Hieronymus Fabricius)는 그의 유명한 학생 중 한 명이었다. 이듬해 당시 이탈리아에서 가장 중요한 대학이었던 피사 대학에 부름을 받았다. 1551년에 팔로피오는 파도바 대학교의 해부학 및 외과 교수로 초대되었다. 또한 식물학 교수직을 역임했으며 식물원의 관장을 역임했다. 비록 40세 생일이 되기 전에 세상을 떠났지만, 해부학에 큰 족적을 남겼다.

## 의료 기여

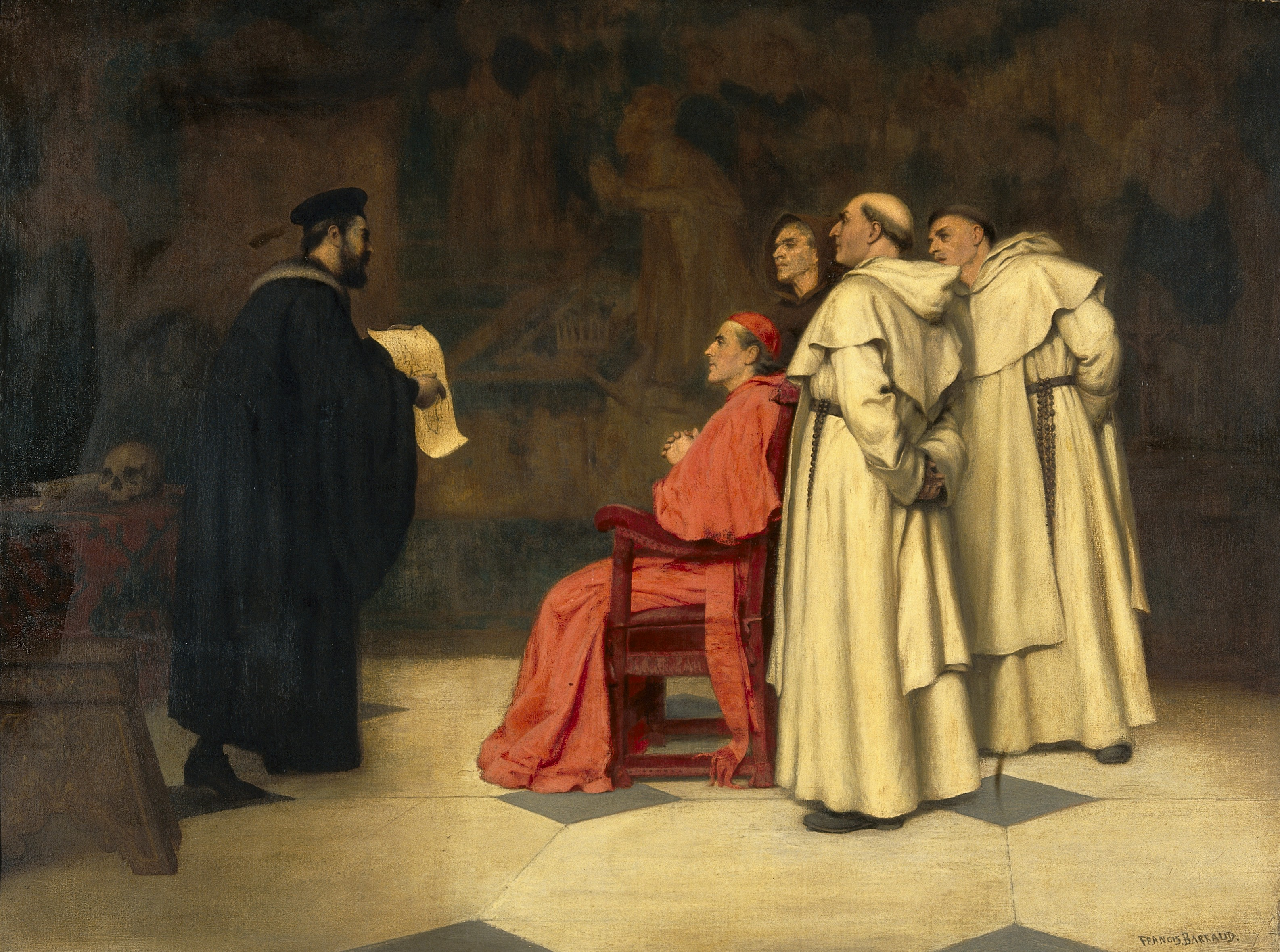
페라라 공작 추기경에게 자신이 발견한 것 중 하나를 설명하는 가브리엘레 팔로피우스

팔로피오는 주로 머리의 해부학을 다루었다. 내이에 대해 이전에 알려진 내용에 많은 것을 추가했으며 고막과 고막이 위치한 골고리와의 관계를 자세히 설명했다. 또한 원형과 타원형의 창문(fenestræ)과 전정부 및 달팽이관과의 소통에 대해서도 상세하게 설명했다. 유양돌기 세포와 중이 사이의 연관성을 최초로 지적한 사람이었다. 눈의 열상관에 대한 그의 묘사는 그의 전임자들의 것들에 비해 괄목할 만한 발전을 이룬 것이었고, 또한 에트모이드 뼈와 코에 있는 그것의 세포들에 대해서도 상세하게 설명했다. 뼈와 근육의 해부학에 대한 그의 공헌은 매우 귀중했다. 그가 베살리우스를 교정한 것은 특히 신화학에서였다. 그는 남녀 모두의 생식 기관을 연구했고, 난소에서 자궁으로 이어져 일부 문헌에서 오늘날까지 그의 이름을 달고 있는 자궁관에 대해 묘사했다.